# Hunnebostrand-Tossene församling
Hunnebostrand-Tossene församling var en församling i Göteborgs stift och i Sotenäs kommun. Församlingen upplöstes 1995 då de två församlingarna som bildat denna församling återuppstod.

## Administrativ historik
Församlingen bildades 1992 av Hunnebostrands och Tossene församlingar och upplöstes redan 1995 då de tidigare församlingarna återskapades.